# Domajewo
Domajewo – dawny folwark. Tereny, na których był położony, leżą obecnie na Białorusi, w obwodzie mińskim, w rejonie mołodeckim, w sielsowiecie Lebiedziewo.

## Historia
W czasach zaborów w gminie Bienica w powiecie oszmiańskim, w granicach Imperium Rosyjskiego.
W latach 1921–1945 folwark leżał w Polsce w województwie wileńskim, w powiecie oszmiańskim (od 1927 roku w powiecie mołodeckim), w gminie Bienica.
W 1931 w 2 domach zamieszkiwało 13 osób.